# Wizards (film)
Wizards è un film d'animazione statunitense, scritto e diretto da Ralph Bakshi, e uscito negli Stati Uniti il 9 febbraio 1977. Fu girato usando la tecnica del rotoscope.

## Trama
Dopo una guerra nucleare, la Terra è abitata da mutanti mentre antiche creature magiche (elfi, fate, nani e troll) ricostruiscono la civiltà a Montagar. La regina delle fate dà alla luce due gemelli magici: Avatar, saggio e gentile, e Blackwolf, malvagio e assetato di potere. Sconfitto da Avatar, Blackwolf fugge e giura vendetta.
Tremila anni dopo, Blackwolf comanda un esercito di mutanti e usa vecchi film di propaganda nazista per seminare il terrore. Avatar, la fata Elinore, l'elfo guerriero Weehawk e il robot pacificato Peace partono per fermarlo. Durante il viaggio, vengono attaccati da creature magiche e subiscono tradimenti, mentre Blackwolf lancia un attacco devastante.
Nel duello finale, Blackwolf si vanta della sua potenza, ma Avatar lo sorprende sparandogli con una pistola. Con la distruzione del proiettore, i mutanti vengono sconfitti e Montagar è salva. Weehawk diventa il nuovo re, mentre Avatar ed Elinore partono per creare un nuovo regno.